# 296 a.C.
Il 296 a.C. (CCXCVI a.C. in numeri romani) è un anno  del III secolo a.C.

## Eventi
- Roma
  - Consoli Lucio Volumnio Flamma Violente II e Appio Claudio Cieco II
  - sul Colle Capitolino viene eretto il tempio dedicato a Bellona.